# Шишкино (Удмуртия)
Шишкино — деревня в Алнашском районе Удмуртии, входит в Ромашкинское сельское поселение. Находится в 8 км к юго-востоку от села Алнаши и в 90 км к юго-западу от Ижевска.
Население на 1 января 2008 года — 21 человек. В связи с общей убылью населения, при условии достижения нулевой численности населения до 2025 года, планируется упразднение населённого пункта .

## История
В 1927 году были созданы товарищества по совместной обработке земли «Шишкинское», «Бадяр» и «Первомайское», в 1928 году они объединились в колхоз «имени Бубнова», который в конце 1930-х годов был переименован в колхоз «Венера». На 15 июля 1929 года выселок Шишкинский числился в Кучеряновском сельсовете Алнашского района.
В 1948 году, при разделе колхоза «Венера» в выселке Шишкино образован колхоз «Правда». Через два года, решением общего собрания колхозников от 11 июля 1950 года выселок вошёл в состав колхоза «имени Крупской», с центральной усадьбой в деревне Казаково. В 1958 году колхозы «имени Пушкина» и «имени Крупской», объединены в колхоз «Россия». В 1958 году выселок Шишкино перечислен в Алнашский сельсовет. В 1963 году колхоз «Россия» был переименован в колхоз «Правда», центральная усадьба колхоза размещалась в деревне Старая Шудья. В 1958 году деревня перечислена в Алнашский сельсовет.
В 1991 году Алнашский сельсовет разделён на Алнашский и Ромашкинский сельсоветы, выселок передан в состав нового сельсовета. По решению общего собрания колхозников деревень Казаково и Шишкино от 10 февраля 1992 года эти деревни отделились от колхоза «Правда» и образовали колхоз «Казаково».
Постановлением Госсовета УР от 26 октября 2004 года выселок Шишкино Ромашкинского сельсовета был преобразован в деревню Шишкино. 16 ноября 2004 года Ромашкинский сельсовет был преобразован в муниципальное образование «Ромашкинское» и наделён статусом сельского поселения.